# Šamonice
Šamonice jsou malá vesnice, část obce Předotice v okrese Písek v Jihočeském kraji. Nachází se asi dva kilometry jihozápadně od Předotic. Je zde evidováno 41 adres. V roce 2011 zde trvale žilo 37 obyvatel.
Šamonice jsou také název katastrálního území o rozloze 3,23 km².

## Historie
První písemná zmínka o vesnici pochází z roku 1547.

### Tragédie rodu Loreckých na šamonické tvrzi
Dne 24. srpna roku 1571 ve vsi došlo k tragické události. Rychtář Petr Dulík se svým synem Vaňkem, pacholky a děvečkou Dúrou brutálně zavraždili šlechtice Ludvíka Loreckého z Elkuše a jeho dva malé syny Zdeňka a Adama. Motivem hrůzného činu byla osobní msta, v případě dětí nelze vyloučit ani sexuální motiv zločinu. Zločin byl odhalen a Dulík se svým synem, pomocníky Matějem a Zikmundem Marouškovými, kuchařskou, šafářskou a děvečkou Dúrou, byli 29. září téhož roku popraveni. Poprava si svou krutostí nezadala se zločinem, Dulík byl umučen nad mírným ohněm, jeden z jeho pomocníků naražen na kůl, druhý lámán kolem, Vaněk a ženy skončili na hranici. Událost inspirovala Jaroslava Vrchlického k napsání básně Lorecký ze Lkouše (1885) a v obci ji připomíná pamětní deska na místě činu: bývalé tvrzi přebudované na statek. Vrchlický ve své básni nerespektoval místopisná (v básni mluví o kostele, který v Šamonicích nikdy neexistoval /ves je přifařena do Čížové/) a historická fakta (oba synové Loreckého mají v básni společné křtiny, což by znamenalo, že byli oba stejného věku, pravdou je, že jeden byl starší, druhý mladší) a sadistického vraha Dulíka, patrně psychopata, zobrazil jako hrdinu mstícího vraždou pana Loreckého a jeho synků útlak poddaných.
V 80. letech 20. století byly ostatky Loreckých antropologicky prozkoumány (výsledky průzkumu však spíše vnesly do věci více zmatků, než vyjasnění). Po ukončení průzkumu nebyly ostatky vráceny do kostela v Čížové, nýbrž pohřbeny do běžného hrobu na čížovském hřbitově.

## Obyvatelstvo
| Rok            | 1869 | 1880 | 1890 | 1900 | 1910 | 1921 | 1930 | 1950 | 1961 | 1970 | 1980 | 1991 | 2001 | 2011 | 2021 |
| -------------- | ---- | ---- | ---- | ---- | ---- | ---- | ---- | ---- | ---- | ---- | ---- | ---- | ---- | ---- | ---- |
| Počet obyvatel | 227  | 213  | 202  | 191  | 196  | 178  | 190  | 144  | 137  | 105  | 84   | 67   | 44   | 37   | 60   |
| Počet domů     | 32   | 32   | 32   | 33   | 33   | 33   | 39   | 36   | 33   | 30   | 29   | 25   | 36   | 35   | 39   |

## Obecní správa
Při sčítání lidu v letech 1850–1929 Šamonice byly osadou obce Kožlí u Čížové v okrese Písek. V letech 1930–1962 byly samostatnou obcí v okrese Písek. V letech 1963–1987 byly částí obce Podolí II v okrese Písek. Od 1. ledna 1988 do 28. února 1990 byly částí obce Čížová v okrese Písek. Od 1. března 1990 jsou částí obce Předotice v okrese Písek.

## Pamětihodnosti
- Výklenková kaple na návsi ve vesnici je zasvěcená Panně Marii Lurdské.[12]
- Kříž před výklenkovou kaplí Panny Marie Lurdské ve vsi
- Návesní kaple[13]
- Památník padlým v první světové válce ve vesnici
- Kříž rodiny Srbovy z roku 1964 u silnice z vesnice na Dubí Horu
- Kříž z roku 1868 na křižovatce silnic z vesnice Šamonice a Dubí Hora
- pozůstatek tvrze (součást statku, č. p. 38) s pamětní deskou vyvraždění Loreckých

## Galerie

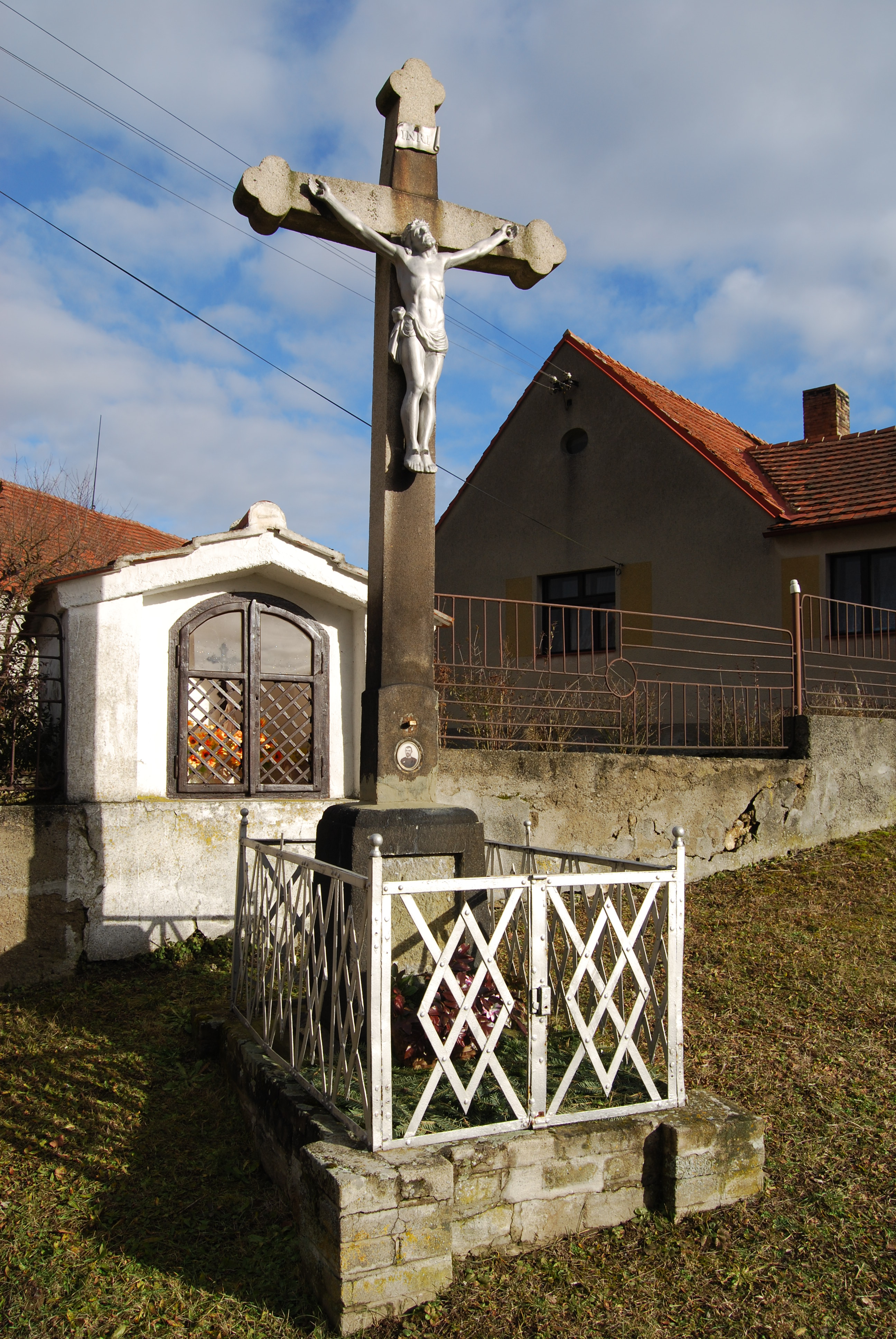
Výklenková kaple a kříž ve vsi
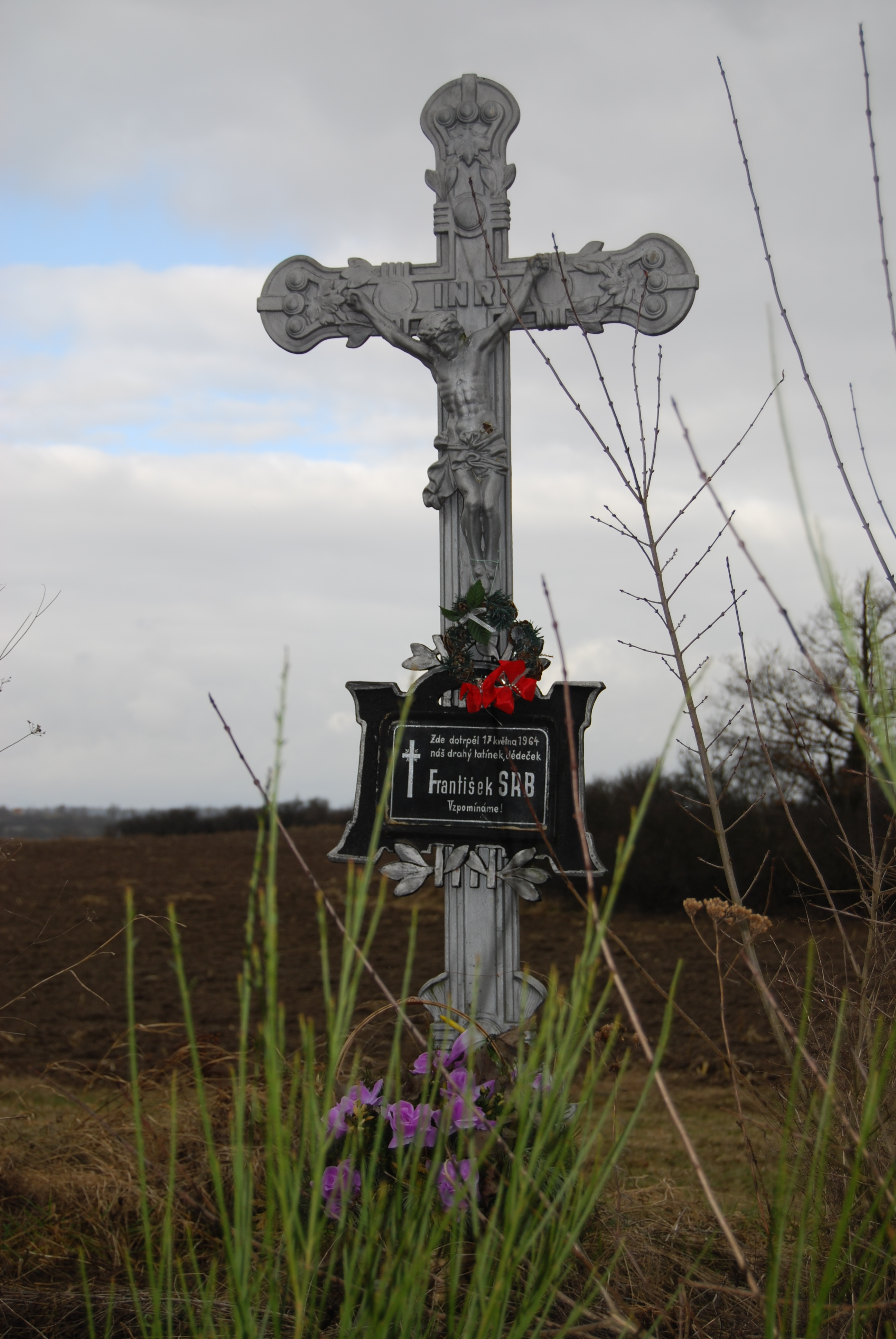
Kříž rodiny Srbovy
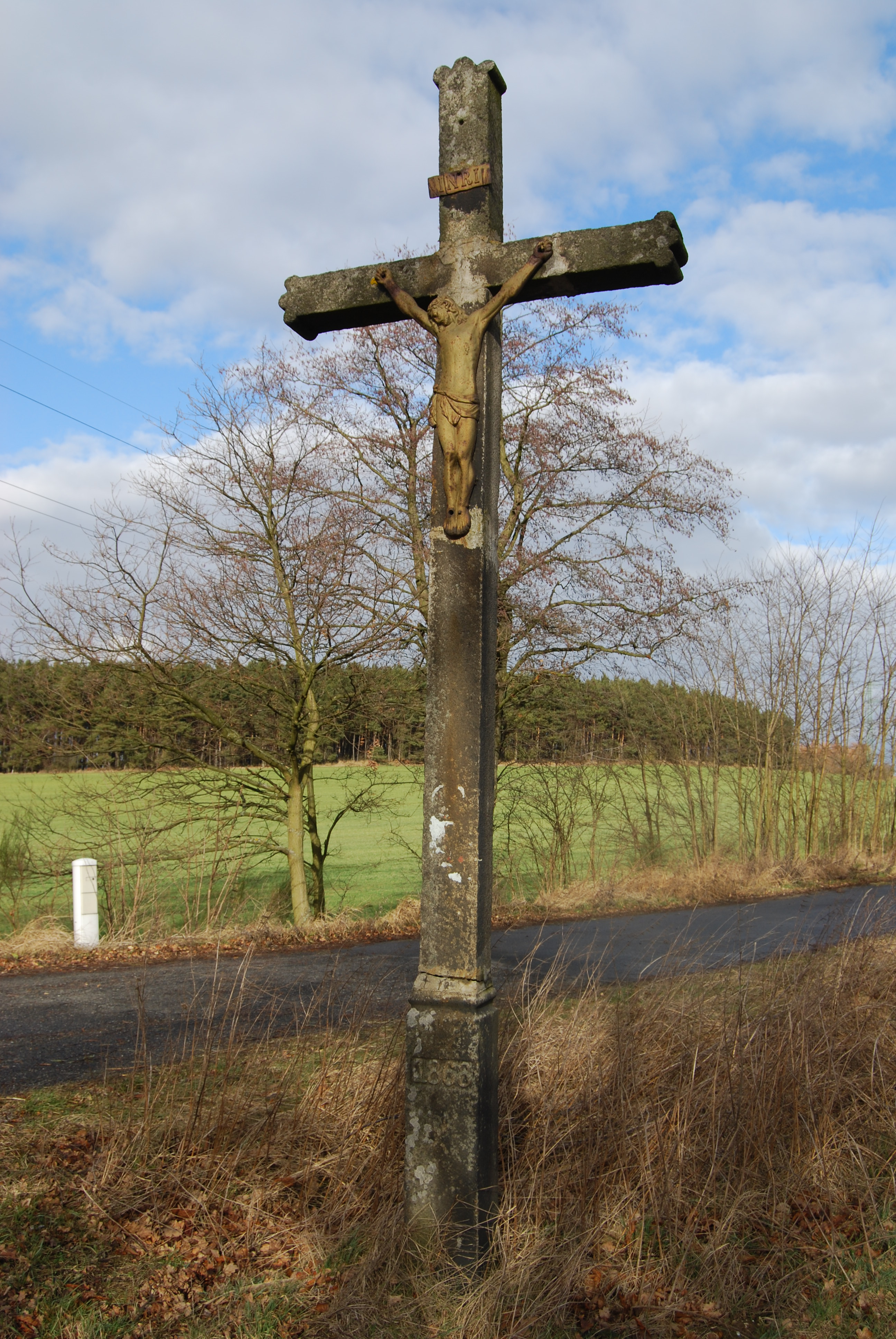
Kříž z roku 1868
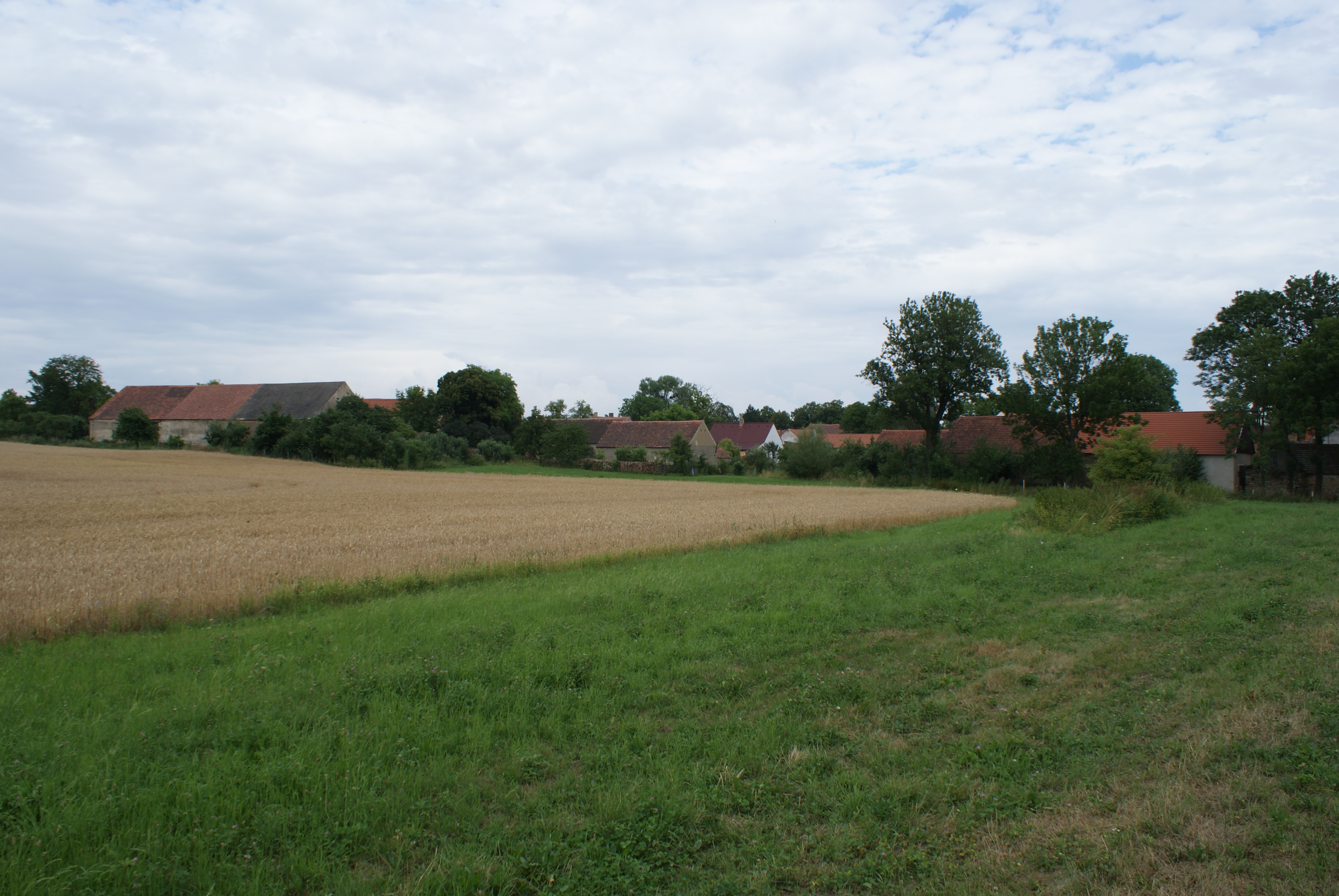
Pohled na ves
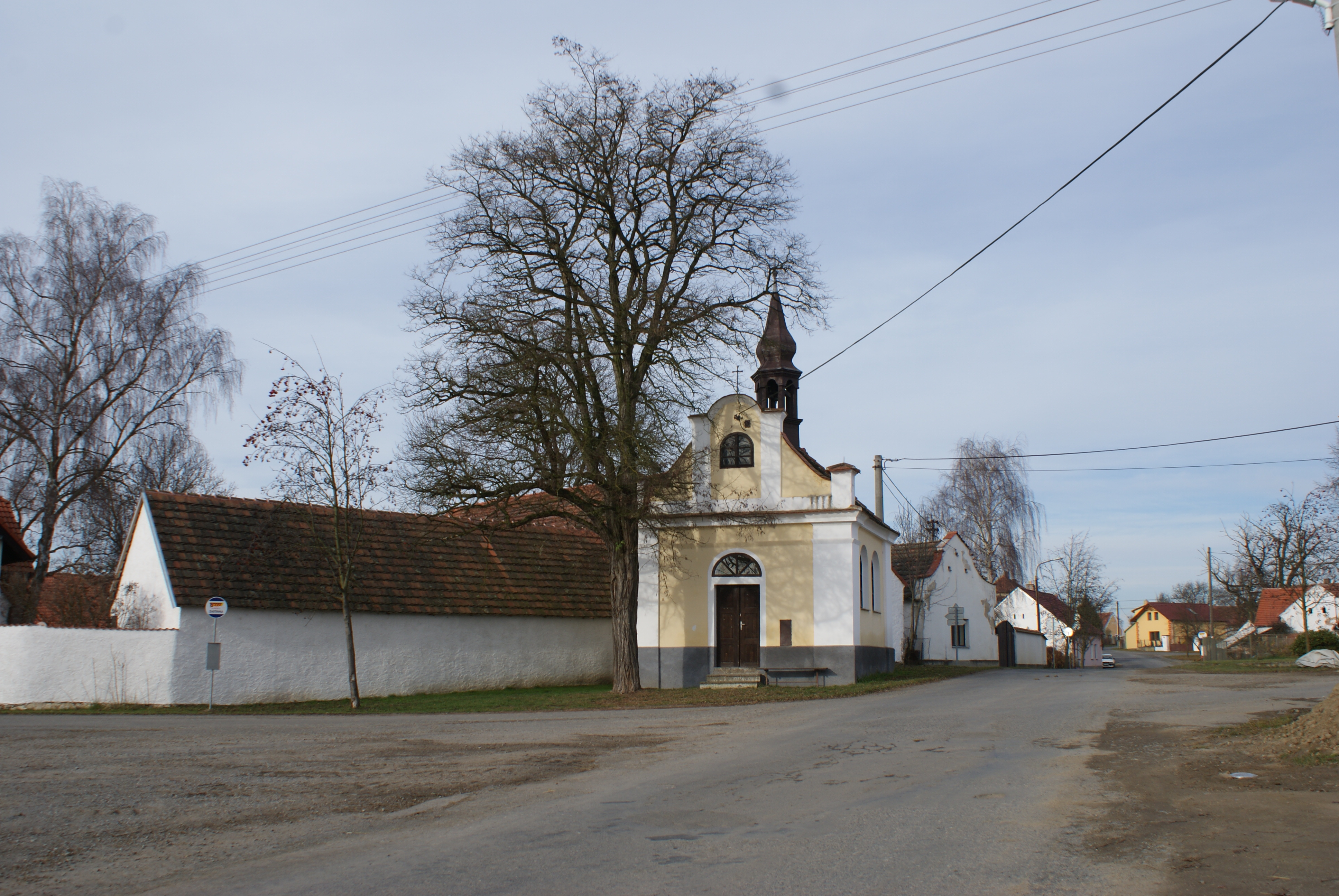
Kaplička
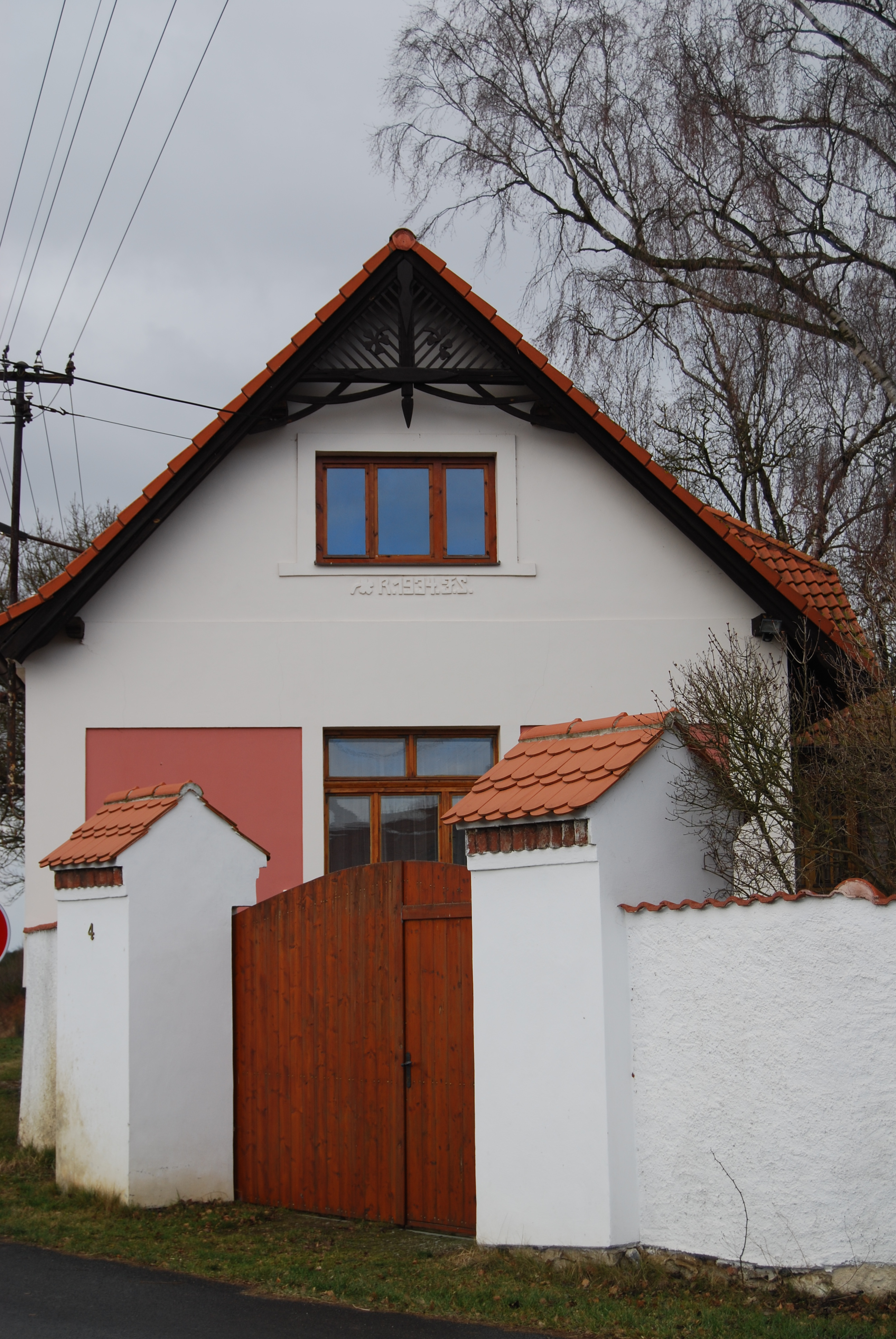
Stavení